# 神明神社古墳 (葛城市)
神明神社古墳（しんめいじんじゃこふん）は、奈良県葛城市中戸（なかと）にある古墳。形状は円墳。史跡指定はされていない。

## 概要
奈良盆地西縁、葛城山東麓の寺口丘陵南斜面に築造された古墳である。1981年度（昭和56年度）に発掘調査が実施されている。
墳形は円形で、直径20メートル・高さ3.2メートルを測る。埋葬施設は横穴式石室で、南東方向に開口する。玄室・羨道の区別がほとんどなく無袖式に近い平面形で、石室のプランが単純化した新しい段階の石室であり、石室の構築にあたっては唐尺の使用が推測される。石室内からは鉄釘のほか、副葬品として鉄製環金具・銀製金具・水晶製切子玉が検出されている。築造時期は古墳時代終末期の7世紀後半頃と推定される。
現在では石室内への立ち入りは制限されている。

## 埋葬施設

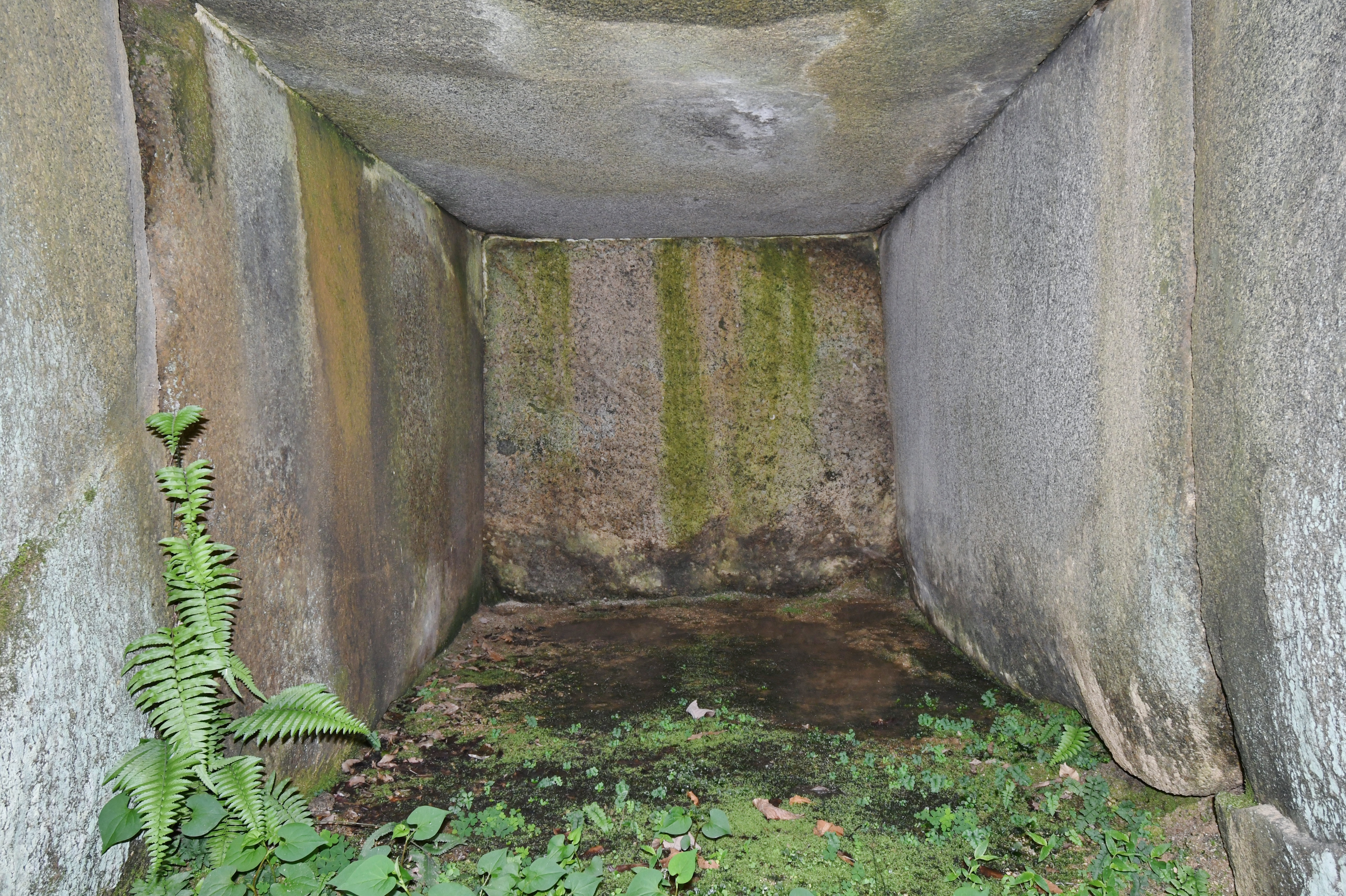
石室内部

埋葬施設としては横穴式石室が構築されており、南東方向に開口する。石室の規模は、長さ6.14メートル・幅1.85メートル・高さ1.5メートルを測る。
石室の石材には花崗岩の巨石の切石が使用される。石室の奥壁から3メートルの地点、4.5メートルの地点の側石には、それぞれ幅8センチメートルの溝が縦に認められており、それぞれ木製の中扉・前扉が存在したと推測される。奥壁幅1.83メートル、奥壁-中扉間3メートル、奥壁-前扉間4.5メートルは、唐尺（1尺=約30センチメートル）の6尺・10尺・15尺にあたることから、石室の構築にあたっては唐尺の使用が推測される。また石材の間隙には漆喰が一部遺存する。
石室の型式は、岩屋山式石室（標式：岩屋山古墳）の系統の中でも艸墓古墳（桜井市）・西宮古墳（平群町）に次ぐ最後出に位置づけられる。

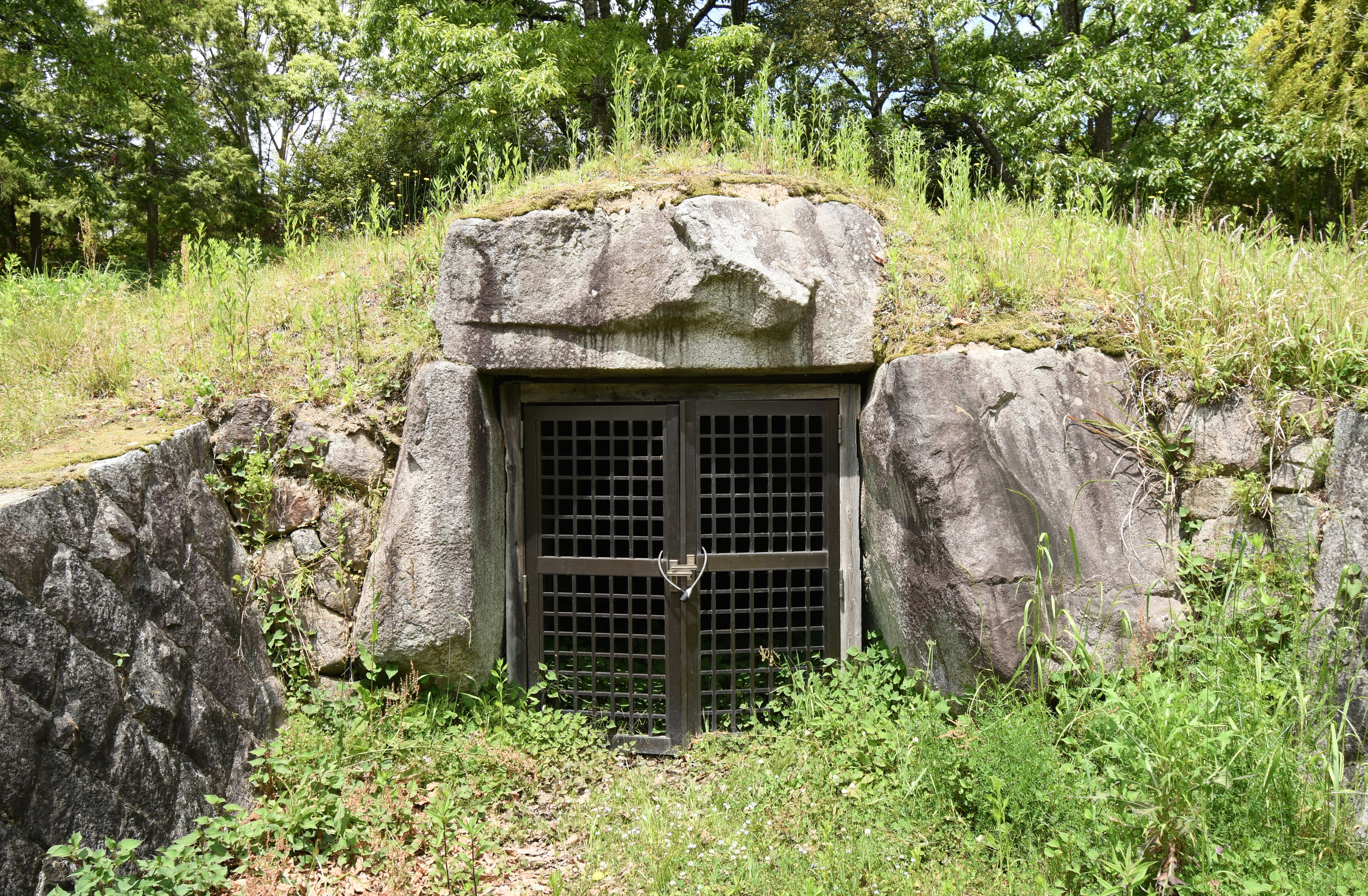
開口部
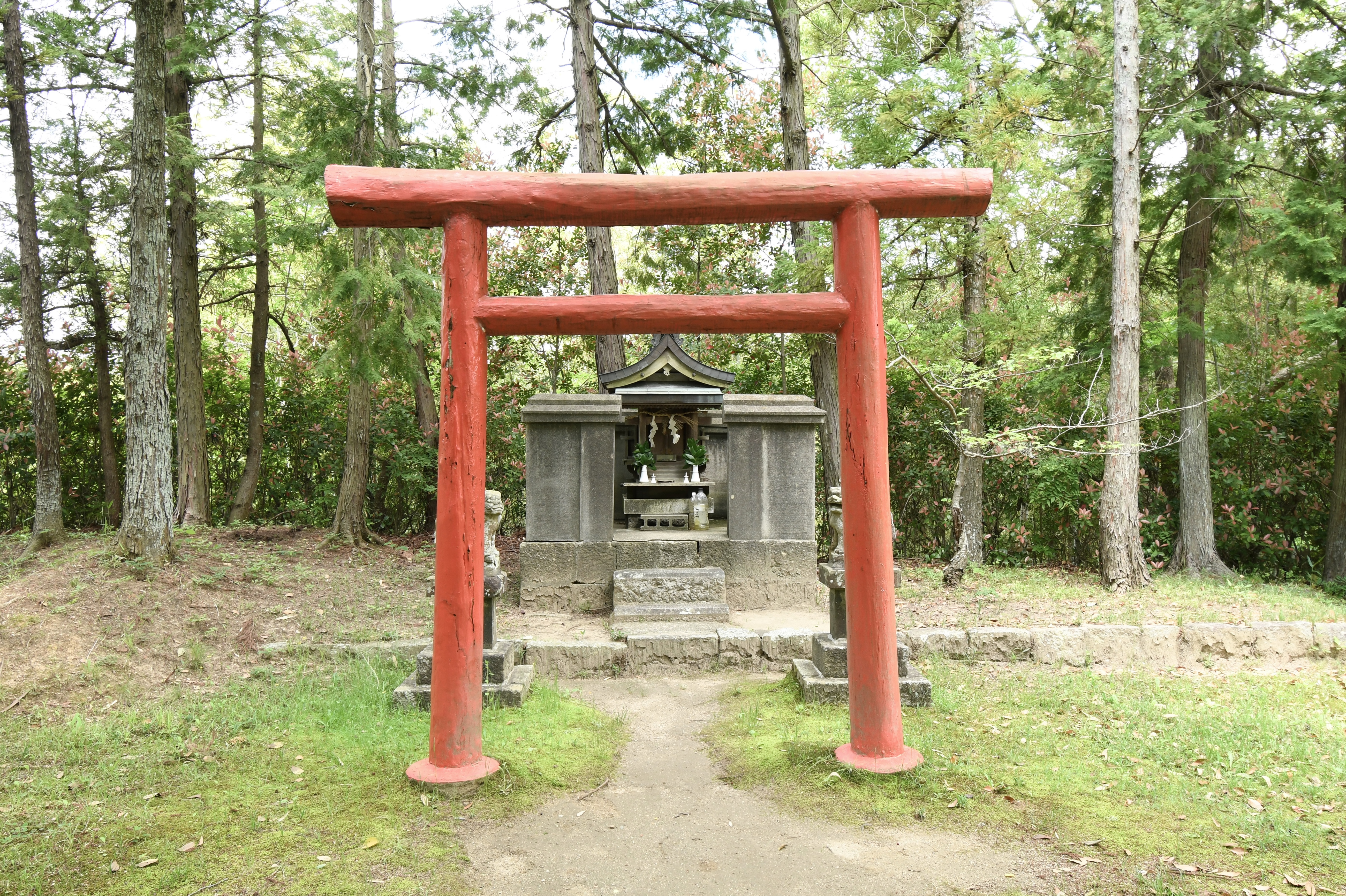
神明神社

## 関連文献
（記事執筆に使用していない関連文献）
- 『新庄町寺口千塚・新池支群 : 発掘調査報告 -付 神明神社古墳発掘調査概要-（奈良県遺跡調査概報1981年度別刷）』奈良県立橿原考古学研究所、1982年。